# Forbidden lover
「forbidden lover」（フォービドゥン ラヴァー）は、日本のロックバンド、L'Arc〜en〜Cielの14作目のシングル。1998年10月14日発売。発売元はKi/oon Records。

## 概要
前作「snow drop」の翌週にリリースされた＜シングル2週連続発売＞の第2弾となる作品。なお、本作のレコーディングは、1998年に開催したライヴツアー「Tour '98 ハートに火をつけろ!」の7月21日の沖縄コンベンションセンター公演の後、同年9月3日の横浜アリーナ公演から始まる同ツアーの第二部までの約1ヶ月ほどで行われている。
本作の表題曲「forbidden lover」は、前作「snow drop」から打って変わり、マーチング・ビートのようなドラミングの上に憂いのあるボーカルがのった壮大な楽曲となっており、演奏時間が6分を超える大作に仕上げられている。なお、今回マーチングのリズムを楽曲に採り入れたのは、作曲者であるkenの「スネアを使って巷にあまりないリズムで」というリクエストがきっかけとなっている。（詳細は楽曲解説の項目を参照）
また、カップリング曲には、yukihiroが手掛けたリミックス音源「花葬 -1014 mix-」が収録されている。

## リリース

### リリースの経緯
この＜シングル2週連続発売＞は、tetsuyaの発案で決まったものであり、1998年の怒涛のシングルリリースの流れを踏まえ考案された。
なお、kenはシングルを2週連続で発売するに至った経緯について「最初はシングル1枚出す予定だったんですけど、2曲になって。で、2曲になった時点で、また"これ両方シングルのほうがいいんじゃないか？"ってなって。俺は、そう最初に聞いたのはディレクターから」と語っている。ちなみにken曰く、「forbidden lover」は「snow drop」のカップリングに収録されるものだと当初思っていたという。
また、「forbidden lover」の演奏時間が長いことから、シングルの表題曲にするにあたりレコード会社のスタッフから「（プロモーション）どうすんのよ。テレビで、ラジオで。どうやんのよ」と言われたと、kenが本作発売当時のインタビューで明かしている。

### リリースプロモーション
本作のリリースプロモーションとして、本作発売前に「HONEY」「花葬」「浸食 〜lose control〜」のシングル3枚同時発売をプロモートするためのコマーシャルにも起用した、プロレスラーの藤原喜明が登場するテレビCMを放映している。このテレビCMは、事件現場を舞台に、刑事役の藤原が現場を見渡しながら「3枚出たばかりでまたか！」と言った途端、唐突にシングル2週連続発売が告知されるものとなっている。
2019年12月11日には前記のテレビCMをセルフリメイクしたCMが制作されている。セルフリメイク版では同日にサブスクリプションサービス（定額制音楽配信）にてL'Arc〜en〜Cielの全楽曲を配信する旨を発表している。

### リリース形態
本作は、通常盤（CD）の1形態でリリースされている。ちなみにフィジカルは、当時8cmシングルとして発表されていたが、2006年のシングル14作品再発企画において12cmシングルで再発売されている。

### チャート
発売初週となる1998年10月28日付のオリコン週間シングルチャートでは、前作「snow drop」に続いて2作連続通算5作目となる首位を獲得した。また、前週にリリースした「snow drop」がこの週で週間2位を記録したことにより、オリコン週間シングルチャートの1位・2位を独占することとなった。L'Arc〜en〜Cielは1998年7月にも「HONEY」と「浸食 〜lose control〜」で週間1位・2位を独占しており、これにより【史上初の2度目のオリコン週間シングルチャート1位・2位独占】を達成している。なお、この記録は現在まで更新されていない。

## ミュージック・ビデオ
表題曲「forbidden lover」のミュージック・ビデオは、竹内スグルがディレクターを務めた作品となっている。映像は、薄暗い水辺と洋館を舞台とし、終末観が漂う世界観で撮影されている。また、間奏部分の映像ではアポロ11号の月面着陸、チャレンジャー号爆発事故、第一次チェチェン紛争などの映像が差し込まれている。
このミュージック・ビデオは、1999年8月11日に発表したクリップ集『CHRONICLE』に初収録されている。また、2019年12月11日には公式YouTubeアーティストチャンネルにおいて、YouTube Music Premium限定で映像の有料公開が開始されている。前述のYouTubeチャンネルでの有料公開開始から約2年4ヶ月後となる2022年4月15日からは、映像の無料公開が開始されている。

## 収録曲
| #         | タイトル                               | 作詞      | 作曲      | 編曲                          | 時間  |
| --------- | -------------------------------------- | --------- | --------- | ----------------------------- | ----- |
| 1.        | 「forbidden lover」                    | hyde      | ken       | L'Arc〜en〜Ciel, Hajime Okano | 6:03  |
| 2.        | 「花葬 -1014 mix-」                    | hyde      | ken       | Remixed by yukihiro           | 5:08  |
| 3.        | 「forbidden lover (hydeless version)」 |           | ken       | L'Arc〜en〜Ciel, Hajime Okano | 6:00  |
| 合計時間: | 合計時間:                              | 合計時間: | 合計時間: | 合計時間:                     | 17:11 |

## 楽曲解説
1. forbidden lover
  - 作詞: hyde / 作曲: ken / 編曲: L'Arc〜en〜Ciel & Hajime Okano

マーチング・ビートのようなドラミングの上に憂いのあるボーカルがのった壮大な楽曲。作曲を担当したkenは、当初この曲を「まったりとした感じ」にしようと思っていたというが[9]、アレンジ作業を進めるにつれ、壮大で力強い楽曲に変貌していったという。楽曲制作を振り返り、kenは「家で作ってるときは、こんな濃い曲になる予定じゃなかったんですよ。それがギター・ソロにティンパニーを入れたあたりからすごいことになった[9]」と語っている。この曲の印象について、tetsuyaは「最初ね、"ソニック・ユースみたいに"って言ってたんですよ、kenは。だから、僕は"まったりした感じかなあ"って思ってたんだけど、いつの間にか、ドラマチックになってて。出来たのを聴いて、えらいことになってるなと[10]」と本作発売当時のインタビューでコメントしている。
また、作詞者であるhydeも、完成したオケを聴いた際に「あまりに壮大で、ちょっと笑った[11]」といい、作詞作業を行うにあたりhydeは「あんまり深く考えずに書きだしたんだけど、"こりゃ間奏に持っていく言葉が普通では負けてしまうな"と思って[11]」と語っている。こういった経緯もあってか、曲の雰囲気に引っ張られるように、＜神の名を＞、＜新たなる国＞といったインパクトのある強いフレーズが歌詞に取り入れられている[11]。hydeはこれらのフレーズについて、「今回ね、"神"よりも"国"のほうが俺にはデカかった。"国ってお前、何様や!?"って（笑）。神は象徴的なものとして残るとは思うけど、自分の詞の歴史の中で、"国"を使ったことはたぶん、無い。でも、自分のMINDはそこまでいってましたからね[12]」と述懐している。
ちなみにこの曲のテンポは、過去にkenが作曲を手掛けた「fate」「花葬」とほぼ一緒になっている[9]。この曲のテンポについて、kenは「最近、どうも落ち着くなっていうのがこのテンポなんで[9]」と本作発売当時のインタビューで語っている。また、2011年に公開されたインタビュー記事において、kenは「どれぐらいの速さがミディアムって言うのか分からないけど、確かに「花葬」とか「fate」とか書いている時は、それぐらいのテンポ感が、気持ち良くて仕方なかったっていうのは覚えてますね。テンポ萌えしてた。そのテンポを聴くだけで気持ち良くなってた[13]」と当時を述懐している。
さらに、ドラムのフレーズには、バックビートを刻む一般的なドラムビートではなく、変則的なマーチング・ビートが採り入れられている[14]。そのため、ほとんどがスネアドラムで構成されており、フィルインもスネアが主役となっている。これに伴い、ハイハットは殆ど使われておらず、フィルインの時にしか使われていない。フィルイン自体も、手数の多いyukihiroにしては簡素で、既記したスネアを中心にハイハット、その組み合わせにクラッシュシンバル、そしてタムを加えた簡素な物となっている。また、yukihiroがフィルインでよく用いるチャイナシンバルも楽曲内で一切、使用されていない。
こういったドラムアプローチになったのは、作曲者であるkenの「スネアを使って巷にあまりないリズムで」というリクエストがきっかけとなっている[5]。yukihiroはドラム録りを振り返り「仕上がりはドラマティックになってるけどドラムは最後まで展開しない。それだけでカッコいいから、余計なことはいらないなと思った[15]」「スネアのアクセント移動だけで一曲やるのは、ZI:KILLのころにもあったからこっちは（「snow drop」のドラム録りと比べ）そんなに苦労はなかった。音色にはこだわったけど[5]」と述べている。また、ドラムの音は、yukihiroが実際に叩いたドラムの生音を素材編集ソフト、ReCycle!に取り込み、切り貼りなどの加工を施し作られている[16]。
kenはこの曲のバッキングギター録りで、自身のシグネイチャーモデルである「Fernandes LD-KK Custom」をセンターPUで弾いている[17]。また、サビから出てくるチャイムのようなクリーン・トーンは、フェンダー・ストラトキャスターの音にリング・モジュレーターとディレイを掛けたものとなっている[17]。さらに、ギターソロパートは、Z.VEXが開発した「Fuzz Factory」とハリー・コルベの改造マーシャルというセットでプレイされている[17]。ちなみにこの曲のベースは、アンプの音とラインの音、それにマーシャルの音という3種類の音のバランスを取ったサウンドとなっている[14]。
歌詞には、戦争によって引き裂かれる人間模様を描いた物語が綴られている。作詞を担当したhydeは、この曲のイメージについて「曲を聴いてると、僕は寒くなって、その中に…なんて言うんやろう…歴史的な過ちとか、統制とか…そういう時代の不可思議なものを感じて[11]」「戦争における時代のエゴな部分、たとえば人種の違いでなぜか殺されてしまったりとか。そういう歴史の陰の部分を感じて[11]」と語っている。また、作詞作業を振り返り、hydeは「詞を書いてるときは、ずっと海の上で戦火に包まれる状況を考えてた[12]」と述べており、hyde曰く「国が争うことへの疑問とか、神への疑問[11]」をリリックのテーマにしたという。さらにhydeは、この曲の歌入れのイメージについて「攻撃的にならないように、もっと空間が見えるような声にしたいなって思っていました[11]」と述懐している。
こういった悲劇的なストーリー仕立ての歌詞になった背景について、hydeは「映画『ドラキュラ』の影響があるかもしれない」と述懐している[12]。この曲の歌詞と前述の映画の内容を照らし合わせ、hydeは「（映画から）直接どうのこうのってのはないだろうけど。"ドラキュラが神を呪う"って言葉が残ってたのかな。映画はね、ドラキュラが神のために戦争に行って勝つんですよ。でも、自分の恋人は敵に殺されてた。それで"俺は何のために戦ってきたんだ？"ってなって。俺は"そんなもんだろう"って見ながら思ってたけどね[12]」と本作発売当時のインタビューで語っている。
2. 花葬 -1014 mix-
  - 作詞: hyde / 作曲: ken / リミックス: yukihiro

11thシングル「花葬」の表題曲のyukihiroによるリミックス曲。
yukihiroはリミックスを行うにあたり、原曲のギターを2小節ほど使っており[5]、前々作「浸食 〜lose control〜」に収録したリミックス音源「浸食 〜lose control〜 (control experiment mix)」と比べると、原曲のイメージを残したリミックスに仕上がっている。このリミックスのイメージについて、yukihiroは「ギターを弾くようになってからのデペッシュ・モード[5]」と語っている。また、リミックス作業を振り返り、yukihiroは「難しかったのはやっぱ雰囲気がすごいあったから、それをどうするかだったんだよね。あんまりダンス・ビートっぽいものを入れると、明るくなっていっちゃうんですよ。それでいろいろリズムは組み立ててたんですけど。でも元々ダンス・ビートっぽいニュアンスのある曲だから、あんまり変わらなくて。打ち込みにするとポップになっていく感じがして。それは元のベースラインとのからみもあるとは思うんだけど。それで、最初にまずベースラインを考えて。そこからは早かった[15]」と本作発売当時のインタビューで語っている。ちなみに、タイトルに副題として付けられた「1014」は、本作の発売日に由来している。
また、シングル作品に収録されたyukihiroのリミックス音源としては、このリミックスが唯一アルバムに収録された音源となっている。ちなみにこのリミックスは、2003年発売のベストアルバム『The Best of L'Arc〜en〜Ciel c/w』に収録されている。
2000年6月に発表したリミックスアルバム『ectomorphed works』には、このリミックスとは別バージョンの「花葬 [0628 mix]」が収録されている。リミックスアルバムに収録されたバージョンでは、本作収録版からリズムの部分が変更されており、キックやパーカッションの音が足されている[18]。

## タイアップ
forbidden lover
- 日本テレビ系番組『知ってるつもり?!』エンディングテーマ

## 参加ミュージシャン
- hyde：Vocal
- ken：Guitar
- tetsu：Bass
- yukihiro：Drum
- forbidden lover
  - ken：Keyboard & Programming
  - 岡野ハジメ：Keyboard & Programming
  - 斎藤仁：Keyboard & Programming

## 収録アルバム
オリジナルアルバム
- 『ark』 (#1)

ベストアルバム
- 『The Best of L'Arc〜en〜Ciel 1998-2000』 (#1)
- 『The Best of L'Arc〜en〜Ciel c/w』 (#2)

リミックスアルバム
- 『ectomorphed works』 (#2,別リミックスバージョン)